# TSOP (The Sound of Philadelphia)
«TSOP (The Sound of Philadelphia)» es una canción interpretada por MFSB con voces de The Three Degrees. Se publicó el 6 de febrero de 1974 como sencillo principal de su álbum de estudio Love Is the Message (1973).

## Composición y arreglos
La canción fue compuesta en un compás de 4
4 con un tempo de 108 pulsaciones por minuto y está compuesta en la tonalidad de si bemol mayor. Musicalmente, «TSOP (The Sound of Philadelphia)» ha sido descrita como una composición de proto-disco, Philadelphia soul, funk, y dance.

## Posicionamiento
| Gráfica (1974)                                  | Pico de posición |
| ----------------------------------------------- | ---------------- |
| Estados Unidos (Cash Box Top 100 Singles)       | 1                |
| Estados Unidos (Cash Box R&B Top 70)            | 1                |
| Estados Unidos (Record World Singles Chart)     | 1                |
| Estados Unidos (Record World R&B Singles Chart) | 1                |

## Certificaciones y ventas
| País                  | Certificación | Ventas    |
| --------------------- | ------------- | --------- |
| Estados Unidos (RIAA) | Oro           | 1 000 000 |